# ワールドダイスター 夢のステラリウム
『ワールドダイスター 夢のステラリウム』（ワールドダイスター ゆめのステラリウム）は、KMSより開発・運営されるスマートフォン向けゲームアプリ。2023年7月26日サービス開始。略称は「ユメステ」。基本プレイ無料（アイテム課金制）。

## 概要
バンダイナムコフィルムワークスによるメディアミックスプロジェクト『ワールドダイスター』を題材としたゲームコンテンツ。
ゲームの基本システムはバックグラウンド演出ありの音楽ゲーム主体となっているが、ライフが0になってもゲーム自体は最後まで続行できるようになっている。さらに、オートプレイ機能もあり初心者や時間がない人でも遊べるようになっている。また、メインとなる劇団ストーリーを軸に演目や歌劇を鑑賞したりキャラクターの育成、スポットと呼ばれる場所でのキャラクターの写真撮影を楽しむことができる。

## 登場人物と劇団

### シリウス
元ワールドダイスター・山吹シャモらが立ち上げた劇団。浅草に劇場を構え、音楽劇を中心にした舞台を披露している。
鳳 ここな（おおとり ここな）
声 - 石見舞菜香
誕生日：1月20日、身長158cm、16歳、学校：都立歌川高等学校 2年生。
静香（しずか）
声 - 長谷川育美
誕生日：7月26日(このゲームでのオリジナル設定であり、当初は原作同様不明だった)、身長158cm、16歳
ここなに対する友情は厚く、役者としても才能を信じていることもあり、厳しい。
カトリナ・グリーベル (Kathrina Griebel)
声 - 天城サリー
誕生日：8月4日、身長154cm、16歳。学校：都立歌川高等学校 2年生。ドイツ人。
日本語で話せるが時折母国語も使う。料理はあまり得意ではない。
新妻 八恵（にいづま やえ）
声 - 長縄まりあ
誕生日：4月9日、身長146cm、11歳、小学5年生。
柳場 ぱんだ（やなぎば ぱんだ）
声 - 大空直美
誕生日：9月13日、身長157cm、13歳、中学2年生。
流石 知冴（さすが ちさ）
声 - 佐々木李子
誕生日：3月20日、身長165cm、13歳、中学2年生。

### Eden
天才・連尺野初魅が権力を握る、小劇団。初魅の台頭による内紛で評判を落とし、存亡の危機にある。その批判を気にすることなく、独創的なスタイルの演目で勝負する。
連尺野 初魅（れんじゃくの はつみ）
声 - 葵井歌菜
誕生日：5月30日、身長165cm、20歳、役者と脚本家を兼ねる。
烏森 大黒（からすもり だいこく）
声 - Lynn
誕生日：9月13日、身長154cm、13歳、中学2年生。
舎人 仁花子（とねり にかこ）
声 - 斉藤朱夏
誕生日：6月1日、身長162cm、15歳、学校：都立歌川高等学校 1年生。
萬 容（よろず いるる）
声 - 山村響
誕生日：2月26日、身長158cm、17歳、学校：都立歌川高等学校 3年生。
筆島 しぐれ（ふでしま しぐれ）
声 - 吉岡麻耶
誕生日：11月6日、身長147cm、10歳、小学5年生。

### 銀河座
上野に劇場を持つ、台東区最大規模の劇団。名門ゆえに規律は厳しく、劇団員同士の競争も非常に激しくシビア。優秀な人材は、所属劇団を問わず積極的にスカウトしている。
千寿 暦（せんじゅ こよみ）
声 - 鳥部万里子
誕生日：10月3日、身長159cm、17歳、学校：東上野高等学校 3年生。いろはの姉。
ラモーナ・ウォルフ (Ramona Wolf)
声 - 田中美海
誕生日：5月23日、身長163cm、17歳、学校：東上野高等学校 3年生。ドイツ人。
王 雪 (Wang Xue / ワン シュエ)
声 - 花井美春
誕生日：6月19日、身長151cm、15歳、学校：東上野高等学校 1年生。中国人。
リリヤ・クルトベイ (Lilja Kurtbay)
声 - 安齋由香里
誕生日：2月3日、身長168cm、17歳、学校：東上野高等学校 3年生。フィンランド人。
与那国 緋花里 (よなぐに ひかり)
声 - 下地紫野
誕生日：8月20日、身長155cm、15歳、学校：東上野高等学校 1年生、沖縄県出身の少女。

### 劇団電姫（でんき）
2.5次元舞台とフレンドリーさでファンの心をつかむ、歴史の浅い秋葉原の劇団。現在は成長が停滞傾向にあり、ビジネス中心での経営に活路を見出そうとしている。
千寿 いろは（せんじゅ いろは）
声 - 岡咲美保
誕生日：11月30日、身長158cm、16歳、学校：東上野高等学校 2年生、暦の妹。
白丸 美兎（しろまる みと）
声 - 近藤玲奈
誕生日：5月5日、身長156cm、16歳、学校：東上野高等学校 2年生。
阿岐留 カミラ（あきる カミラ）
声 - 若井友希
誕生日：12月12日、身長163cm、16歳、学校：東上野高等学校 2年生。
猫足 蕾（ねこあし つぼみ）
声 - 芹澤優
誕生日：12月25日、身長160cm、17歳、学校：東上野高等学校 3年生。
本巣 叶羽（もとす とわ）
声 - 赤尾ひかる
誕生日：7月17日、身長151cm、11歳、小学6年生。

### その他の登場人物
柊 望有（ひいらぎ のあ)
声 - 森なな子
誕生日：2月28日、身長164cm、23歳。シリウスの副主宰。
山吹 シャモ（やまぶき シャモ）
声 - 朴璐美
元ワールドダイスター。シリウスの創設メンバーにしてシリウスの主宰。
工藤 花（くどう はな）
声 - 桑原由気
28歳。シリウスの演出家。
ジュゴン
声 - 木野日菜
しりうす湯で飼われているカワウソ。
寺原 海洋（てらはら みひろ）
声 - 青山吉能
シリウスに所属する役者。
紙屋敷 育子（かみやしき いくこ）
声 - 林鼓子
シリウスに所属する役者。
福士 倫子（ふくし りんこ）
声 - 来栖りん
元・銀河座の役者。
今野 栞（こんの しおり）
元・銀河座の役者。
根津 マチコ（ねづ マチコ）
劇団電姫の主宰。
東都 要（とうと かなめ）
声 - 田中貴子
28歳。劇団電姫の指導役。
世羅 テトラ（せら テトラ）
Edenを立ち上げた人物。現在はEdenのオーナーをしている。
小春（こはる）
しぐれ様応援隊 / 親衛隊の一人。一人称は「僕」
りこ
しぐれ様応援隊 / 親衛隊の一人。
杏（あん）
しぐれ様応援隊 / 親衛隊の一人。語尾は「だっち」、「っち」。
狛江 地歩（こまえ ちほ）
声 - 荻野葉月
劇団「オリンポス」所属の役者。本巣叶羽と同年齢。
クリスティーナ・ミュラー
カトリナとラモーナがドイツ時代、同じ劇団（シュテルンリヒト）に所属していた。
氷川（ひかわ）
千寿家の使用人の一人。
湯島（ゆしま）
千寿家の使用人の一人。
連尺野双葉（れんじゃくの ふたば）
声 - 三浦春香
連尺野初魅の妹。

### コラボキャラクター
ラブライブ!サンシャイン!!
イベント「Jump！L0ve→L1ve!!」（2024年11月20日開始）に合わせて追加。
高海千歌（たかみ ちか）
声 - 伊波杏樹
桜内梨子（さくらうち りこ）
声 - 逢田梨香子
黒澤ダイヤ（くろさわ ダイヤ）
声 - 小宮有紗
津島善子（つしま よしこ）
声 - 小林愛香
黒澤ルビィ（くろさわ ルビィ）
声 - 降幡愛

## 楽曲
TVアニメOP/ED楽曲の「ワナビスタ！」や「トゥ・オブ・アス」をはじめ、各劇団毎のオリジナル楽曲を多数収録。また、各劇団のキャラクターがカバーする人気楽曲も多数収録、搭載。
2025年8月20日現在、オリジナル楽曲118曲、カバー楽曲85曲、合計203曲が収録されている。
2023年10月31日に一部楽曲において、スクリプションサービスをはじめ、音楽配信サービスにてユメステオリジナル楽曲の配信が開始された。
- 備考欄
  - 「誕」…各キャラクターの誕生日に公開されたイメージソング。
  - 「3DMV」…3DMVあり。
  - 「MV」…2DMVあり。注釈のない楽曲はリリックビデオ。

### オリジナル楽曲
| 楽曲                                         | 歌唱                                                                 | 作詞                  | 作曲                           | 編曲                              | 備考             |
| シリウス（39曲）                             | シリウス（39曲）                                                     | シリウス（39曲）      | シリウス（39曲）               | シリウス（39曲）                  | シリウス（39曲） |
| -------------------------------------------- | -------------------------------------------------------------------- | --------------------- | ------------------------------ | --------------------------------- | ---------------- |
| ワナビスタ！                                 | 鳳ここな、静香、カトリナ・グリーベル、新妻八恵、柳場ぱんだ、流石知冴 | 松井洋平              | 光増ハジメ（FirstCall）        | EFFY（FirstCall）                 | MV               |
| トゥ・オブ・アス                             | 鳳ここな、静香                                                       | 松井洋平              | 由良崇将                       | EFFY（FirstCall）                 | MV               |
| 勿忘唄                                       | 静香、鳳ここな                                                       | 志村真白              | 志村真白                       | 志村真白                          | 3DMV             |
| 夢見月夜                                     | 新妻八恵                                                             | 志村真白              | LiCu                           | 志村真白                          |                  |
| ダイヤモンドの誓い                           | 鳳ここな                                                             | 大木貢祐              | 森田友梨                       | 森田友梨                          |                  |
| 魔法のラストノート                           | 新妻八恵                                                             | 大木貢祐              | 藤井健太郎（HANO）             | 藤井健太郎（HANO）                | 3DMV             |
| New Nostalgic Friend                         | 新妻八恵、鳳ここな                                                   | 大木貢祐              | 叶人、矢野達也                 | 矢野達也                          |                  |
| 名もなき恋人よ                               | 柳場ぱんだ、流石知冴                                                 | 松井洋平              | 塩原大貴                       | 塩原大貴                          |                  |
| Etoile                                       | 新妻八恵                                                             | 唐沢美帆              | Ryu                            | Ryu                               |                  |
| Masquerade                                   | 新妻八恵、鳳ここな                                                   | 唐沢美帆              | 山田竜平                       | 山田竜平                          | 3DMV             |
| Farewell song                                | 新妻八恵                                                             | 唐沢美帆              | SHIBU                          | SHIBU                             |                  |
| シリウスの輝きのように                       | 鳳ここな、静香、カトリナ・グリーベル、新妻八恵、柳場ぱんだ、流石知冴 | 松井洋平              | 光増ハジメ（FirstCall）        | 光増ハジメ（FirstCall）、今野花香 | 3DMV             |
| Binary Star                                  | 鳳ここな、静香                                                       | 志村真白              | 志村真白                       | 志村真白                          |                  |
| Decide                                       | カトリナ・グリーベル                                                 | Giz’Mo（from Jam9）   | ArmySlick、Giz’Mo（from Jam9） | ArmySlick                         | 3DMV             |
| 幾億の星の空で                               | 流石知冴、柊望有                                                     | 松井洋平              | LiCu                           | LiCu                              |                  |
| Fernweh                                      | カトリナ・グリーベル                                                 | 志村真白              | 志村真白                       | 志村真白                          | 誕               |
| パーティー・ジョーク・シンデレラ             | 新妻八恵                                                             | 松井洋平              | 由良崇将                       | 由良崇将                          |                  |
| Pandastic Stage!                             | 柳場ぱんだ                                                           | 松井洋平              | 志村真白                       | 志村真白                          | 誕               |
| マイ・ピクチャー・ストーリー                 | 鳳ここな                                                             | 松井洋平              | 光増ハジメ（FirstCall）        | 光増ハジメ（FirstCall）           |                  |
| HAPPY NEW SHOW TIME!                         | カトリナ・グリーベル、鳳ここな、静香                                 | 松井洋平              | 光増ハジメ（FirstCall）        | 光増ハジメ（FirstCall）           | 3DMV             |
| アイ・ウィル！                               | 鳳ここな                                                             | 志村真白              | 志村真白                       | 志村真白                          | 誕               |
| Rolling Stone                                | 流石知冴                                                             | 松井洋平              | 古河夕                         | 古河夕                            |                  |
| フタリノスタルジア                           | 静香、鳳ここな                                                       | 志村真白（FirstCall） | 志村真白（FirstCall）          | 志村真白（FirstCall）             | 3DMV             |
| To B-eat, or not to B-eat!                   | 流石知冴                                                             | 松井洋平              | 光増ハジメ（FirstCall）        | 光増ハジメ（FirstCall）           | 誕               |
| MY FIRST ACT!                                | 新妻八恵                                                             | 松井洋平              | EFFY（FirstCall）              | EFFY（FirstCall）                 |                  |
| Singin' little blue bird                     | 新妻八恵                                                             | 松井洋平              | 藤井健太郎（HANO）             | 藤井健太郎（HANO）                | 誕               |
| Friends Per Second                           | 鳳ここな、カトリナ・グリーベル                                       | 松井洋平              | EFFY（FirstCall）              | EFFY（FirstCall）                 |                  |
| Wish upon a star                             | 静香                                                                 | 志村真白（FirstCall） | 志村真白（FirstCall）          | 志村真白（FirstCall）             |                  |
| リアルタイム・リプライ！                     | 柳場ぱんだ                                                           | 松井洋平              | 光増ハジメ（FirstCall）        | 光増ハジメ（FirstCall）           |                  |
| I Wanna                                      | 静香                                                                 | 志村真白（FirstCall） | 志村真白（FirstCall）          | 志村真白（FirstCall）             | 誕 MV            |
| 踊る魔法に観る魔法                           | 流石知冴                                                             | 松井洋平              | EFFY（FirstCall）              | EFFY（FirstCall）                 |                  |
| Neustart                                     | カトリナ・グリーベル                                                 | 志村真白（FirstCall） | 志村真白（FirstCall）          | 志村真白（FirstCall）             |                  |
| Sweet Memories                               | 鳳ここな、静香                                                       | 志村真白（FirstCall） | 志村真白（FirstCall）          | 志村真白（FirstCall）             |                  |
| 絶対！ニーデリッヒ宣言♡                      | カトリナ・グリーベル、新妻八恵                                       | 志村真白（FirstCall） | 志村真白（FirstCall）          | 志村真白（FirstCall）             |                  |
| いこうよ！ネバーランドへ                     | 柳場ぱんだ、流石知冴                                                 | 松井洋平              | 光増ハジメ（FirstCall）        | 光増ハジメ（FirstCall）           |                  |
| 蜃気楼の向こう側、君は笑ってくれるかな       | 鳳ここな、流石知冴                                                   | 松井洋平              | 古河夕                         | 古河夕                            |                  |
| ティンクル・ティンクル・ティンク！           | カトリナ・グリーベル                                                 | 松井洋平              | EFFY（FirstCall）              | EFFY（FirstCall）                 |                  |
| 愛に生きる喜びを                             | 流石知冴                                                             | 松井洋平              | 光増ハジメ（FirstCall）        | 光増ハジメ（FirstCall）           |                  |
| 星に出逢えた夜に歌って                       | 静香、カトリナ・グリーベル                                           | 松井洋平              | 山本玲史                       | 山本玲史                          |                  |
| Eden（22曲）                                 |                                                                      |                       |                                |                                   |                  |
| Faith in Expression                          | 連尺野初魅、烏森大黒、舎人仁花子、萬容、筆島しぐれ                   | 松井洋平              | Ryu                            | Ryu                               | 3DMV             |
| 純粋と奔放                                   | 連尺野初魅、舎人仁花子                                               | 松井洋平              | 川崎智哉                       | 川崎智哉                          |                  |
| Blondie Revenge Tragedy                      | 烏森大黒                                                             | 松井洋平              | 山本玲史                       | 山本玲史                          | 3DMV             |
| Black Diary                                  | 烏森大黒                                                             | 松井洋平              | 山本玲史                       | 山本玲史                          | 誕               |
| フレーフレー・ファンファーレ！               | 舎人仁花子、萬容                                                     | 松井洋平              | EFFY（FirstCall）              | EFFY（FirstCall）                 |                  |
| Forbidden Fruit Addiction                    | 筆島しぐれ                                                           | 松井洋平              | LiCu（FirstCall）              | LiCu（FirstCall）                 | 誕               |
| ちいさないのちのさけるばしょ                 | 萬容、烏森大黒                                                       | 松井洋平              | 山本玲史                       | 山本玲史                          | 3DMV             |
| アンプレザント・ライン                       | 筆島しぐれ                                                           | 松井洋平              | 浅利進吾                       | 浅利進吾                          |                  |
| Eternity                                     | 筆島しぐれ                                                           | 唐沢美帆              | 山本玲史                       | 山本玲史                          | 3DMV             |
| St. Bitter Sweet                             | 連尺野初魅                                                           | 松井洋平              | 光増ハジメ（FirstCall）        | 光増ハジメ（FirstCall）           |                  |
| 賭世遊戯                                     | 萬容                                                                 | 松井洋平              | トミタカズキ（SUPA LOVE）      | トミタカズキ（SUPA LOVE）         | 誕               |
| 深度異症候群-Shindoi Syndrome-               | 烏森大黒                                                             | 松井洋平              | 由良崇将                       | 由良崇将                          |                  |
| Thirsty Soul                                 | 連尺野初魅                                                           | 松井洋平              | 志村真白（FirstCall）          | 志村真白（FirstCall）             | 誕               |
| 銀月照らす美しき罪                           | 萬容、舎人仁花子                                                     | 松井洋平              | 志村真白（FirstCall）          | 志村真白（FirstCall）             | 3DMV             |
| ワンダフル・フラワー・ガーデン！             | 舎人仁花子                                                           | 松井洋平              | 鈴木裕明（SUPA LOVE）          | 鈴木裕明（SUPA LOVE）             | 誕               |
| 惑う星達のダンスホール                       | 舎人仁花子                                                           | 松井洋平              | 藤井健太郎（HANO）             | 藤井健太郎（HANO）                |                  |
| 水際PARTY、水着でFUNNY                       | 筆島しぐれ                                                           | 森田和樹（FirstCall） | 光増ハジメ（FirstCall）        | 光増ハジメ（FirstCall）           |                  |
| Original Scene                               | 連尺野初魅                                                           | 松井洋平              | 古河夕（FirstCall）            | 古河夕（FirstCall）               |                  |
| トーキョー・ウィンター・ミュージック         | 筆島しぐれ、連尺野初魅                                               | 松井洋平              | 小松一也                       | 小松一也                          |                  |
| Dear My Eden                                 | 連尺野初魅                                                           | 松井洋平              | 古河夕（FirstCall）            | 古河夕（FirstCall）               |                  |
| SECRET TRAINING!!!!                          | 筆島しぐれ                                                           | 志村真白（FirstCall） | 志村真白（FirstCall）          | 志村真白（FirstCall）             |                  |
| カルペ・ディエム                             | 舎人仁花子、烏森大黒                                                 | 志村真白（FirstCall） | 志村真白（FirstCall）          | EFFY（FirstCall）                 | MV               |
| 銀河座（23曲）                               |                                                                      |                       |                                |                                   |                  |
| 悠久月華                                     | ラモーナ・ウォルフ                                                   | 志村真白              | 志村真白                       | 志村真白                          | 3DMV             |
| プラネタリウム・レヴュー                     | 千寿暦、ラモーナ・ウォルフ、王雪、リリヤ・クルトベイ、与那国緋花里   | 松井洋平              | 塩原大貴（SUPA LOVE）          | 塩原大貴（SUPA LOVE）             | 3DMV             |
| ウタカタメロディ                             | 王雪、ラモーナ・ウォルフ                                             | 常楽寺澪              | YUU for YOU、常楽寺澪          | YUU for YOU                       |                  |
| 情熱リベレイション                           | 千寿暦、ラモーナ・ウォルフ                                           | 松井洋平              | 光増ハジメ（FirstCall）        | 光増ハジメ（FirstCall）           |                  |
| てぃだんちゅ MEETS てぃんがーら！            | 与那国緋花里                                                         | 松井洋平              | 尾崎豪（SUPA LOVE）            | 尾崎豪（SUPA LOVE）               | 誕               |
| 夏の夜空に光る雪                             | 王雪、リリヤ・クルトベイ                                             | 松井洋平              | 鈴木裕明（SUPA LOVE）          | 鈴木裕明（SUPA LOVE）             | 3DMV             |
| 巡る暦の花のように                           | 千寿暦                                                               | 松井洋平              | 光増ハジメ（FirstCall）        | 光増ハジメ（FirstCall）           | 誕               |
| So long, Say Goodbye                         | ラモーナ・ウォルフ                                                   | 松井洋平              | EFFY（FirstCall）              | EFFY（FirstCall）                 |                  |
| 小さな奇跡の降る夜に                         | リリヤ・クルトベイ、ラモーナ・ウォルフ                               | 松井洋平              | 松坂康司                       | 松坂康司                          | 3DMV             |
| Crystal Bell                                 | リリヤ・クルトベイ                                                   | 松井洋平              | EFFY（FirstCall）              | EFFY（FirstCall）                 | 誕               |
| 眩しい朝日に照らされて                       | 千寿暦                                                               | 松井洋平              | 山本玲史                       | 山本玲史                          |                  |
| アクト・レゾナンス                           | ラモーナ・ウォルフ                                                   | 松井洋平              | 清田直人                       | 清田直人                          | 誕               |
| マン・ハン・チュエンシー!!                   | 王雪                                                                 | 松井洋平              | LiCu（FirstCall）              | LiCu（FirstCall）                 | 誕               |
| 雪は春に、そして花束を                       | 与那国緋花里、王雪                                                   | 志村真白（FirstCall） | 志村真白（FirstCall）          | 志村真白（FirstCall）             |                  |
| 硝子色の欠片                                 | ラモーナ・ウォルフ                                                   | 松井洋平              | Ryu                            | Ryu                               |                  |
| ハチメンロッピング！                         | 王雪                                                                 | 松井洋平              | 藤井健太郎（HANO）             | 藤井健太郎（HANO）                |                  |
| 黎明の残照の果て、新しき光の空へ             | 千寿暦、ラモーナ・ウォルフ                                           | 松井洋平              | 長谷川大介（SUPA LOVE）        | 長谷川大介（SUPA LOVE）           |                  |
| ヱテルナ・ガラクシア                         | ラモーナ・ウォルフ、リリヤ・クルトベイ                               | 松井洋平              | EFFY（FirstCall）              | EFFY（FirstCall）                 | MV               |
| 君というメソッドへ                           | 千寿暦、与那国緋花里                                                 | 松井洋平              | 松坂康司（SUPA LOVE）          | 松坂康司（SUPA LOVE）             |                  |
| Act on my feelings.                          | 与那国緋花里                                                         | 松井洋平              | 光増ハジメ（FirstCall）        | 光増ハジメ（FirstCall）           |                  |
| いつか、薄紅の空の下で                       | 千寿暦                                                               | 松井洋平              | 友清貴之                       | EFFY（FirstCall）                 |                  |
| ハオダー？ハオアー！-好的？好啊！-           | 王雪                                                                 | 松井洋平              | EFFY（FirstCall）              | EFFY（FirstCall）                 |                  |
| 黄昏時、夏の余韻                             | リリヤ・クルトベイ                                                   | 松井洋平              | 清田直人                       | 清田直人                          |                  |
| 劇団電姫（19曲）                             |                                                                      |                       |                                |                                   |                  |
| Drawing World                                | 白丸美兎、本巣叶羽、千寿いろは                                       | 大木貢祐              | ふじそば                       | ふじそば                          | 3DMV             |
| デアエ・エクス・マキナ！                     | 千寿いろは、白丸美兎、阿岐留カミラ、猫足蕾、本巣叶羽                 | 松井洋平              | 新田目駿（HANO）               | 新田目駿（HANO）                  | 3DMV             |
| サマーバカンス☆アクトレス！                  | 猫足蕾、阿岐留カミラ                                                 | 松井洋平              | 藤井健太郎（HANO）             | 藤井健太郎（HANO）                |                  |
| ひとりの夜のフィルモグラフィー               | 白丸美兎                                                             | 松井洋平              | YAS                            | YAS                               |                  |
| きらり！マジカリュー・スマイル！             | 千寿いろは、白丸美兎、阿岐留カミラ、猫足蕾、本巣叶羽                 | 松井洋平              | 光増ハジメ（FirstCall）        | 光増ハジメ（FirstCall）           | 3DMV             |
| プレイ・マイ・フェイバリット!!               | 千寿いろは、白丸美兎                                                 | 松井洋平              | 早川博隆                       | 柿迫ヒカル、早川博隆              |                  |
| いろはうたBLOOMING                           | 千寿いろは                                                           | 松井洋平              | 光増ハジメ（FirstCall）        | 光増ハジメ（FirstCall）           | 誕               |
| Get to Act Life♡                             | 阿岐留カミラ                                                         | 友希                  | 友希                           | EFFY（FirstCall）                 | 誕               |
| 不可逆的運命ディストピア                     | 猫足蕾                                                               | 志村真白（FirstCall） | 志村真白（FirstCall）          | 志村真白（FirstCall）             | 誕 MV            |
| 電脳スペクタクル                             | 猫足蕾、阿岐留カミラ                                                 | 志村真白（FirstCall） | 志村真白（FirstCall）          | 志村真白（FirstCall）             | MV               |
| ふぁうすと・いんぷれっしょん！！             | 猫足蕾、阿岐留カミラ                                                 | 松井洋平              | LiCu（FirstCall）              | EFFY（FirstCall）                 |                  |
| ハートフル・レシピ                           | 白丸美兎                                                             | 松井洋平              | 古河夕                         | 古河夕                            |                  |
| 夕焼け色は始まりの色                         | 白丸美兎                                                             | 志村真白（FirstCall） | 志村真白（FirstCall）          | 志村真白（FirstCall）             | 誕               |
| ミックス・アップ・インタレスト！             | 阿岐留カミラ                                                         | 松井洋平              | LiCu（FirstCall）              | LiCu（FirstCall）                 |                  |
| アタシのアシタはアタシがキメル               | 本巣叶羽                                                             | 松井洋平              | RazuNekono                     | RazuNekono                        | 誕               |
| 色即是空卍Trick is Treat！                   | 阿岐留カミラ                                                         | 松井洋平              | 藤井健太郎                     | 藤井健太郎                        |                  |
| 史上最幸NEW YEAR!                            | 猫足蕾                                                               | 松井洋平              | 山本玲史                       | 山本玲史                          |                  |
| 想い出はリタルダンド                         | 猫足蕾、阿岐留カミラ                                                 | 松井洋平              | 山本玲史                       | 山本玲史                          |                  |
| マッピング・マイ・ワールド                   | 白丸美兎                                                             | 松井洋平              | 藤井健太郎（HANO）             | 藤井健太郎（HANO）                |                  |
| 劇団混合（14曲）                             |                                                                      |                       |                                |                                   |                  |
| 暁星アストレーション                         | カトリナ・グリーベル、ラモーナ・ウォルフ                             | 志村真白              | 志村真白                       | 志村真白                          | MV               |
| 血を着飾る栄華のために                       | 千寿暦、連尺野初魅                                                   | 松井洋平              | 古河夕                         | 古河夕                            | 3DMV             |
| 革命ダンス                                   | 柳場ぱんだ、与那国緋花里                                             | 志村真白              | 志村真白                       | 志村真白                          |                  |
| トゥインクル・トゥインクル・スクールデイズ！ | 新妻八恵、筆島しぐれ、本巣叶羽                                       | 松井洋平              | EFFY（FirstCall）              | EFFY（FirstCall）                 |                  |
| 夢のステラリウム                             | 全劇団員（シリウス、Eden、銀河座、劇団電姫）                         | 松井洋平              | 光増ハジメ（FirstCall）        | 光増ハジメ（FirstCall）           | MV               |
| こんなに素晴らしい世界で                     | 与那国緋花里、阿岐留カミラ                                           | 志村真白              | 志村真白                       | 志村真白                          |                  |
| Like Blooming Flowers                        | 千寿いろは、千寿暦                                                   | 松井洋平              | 光増ハジメ（FirstCall）        | 光増ハジメ（FirstCall）           |                  |
| Worlds Dye Star                              | 全劇団員（シリウス、Eden、銀河座、劇団電姫）                         | 松井洋平              | 光増ハジメ（FirstCall）        | 光増ハジメ（FirstCall）           | MV               |
| RAREFIED HEIGHTS                             | 連尺野初魅、千寿暦                                                   | 松井洋平              | 光増ハジメ（FirstCall）        | 光増ハジメ（FirstCall）           |                  |
| シャボンに浮かぶセカイであおう               | 鳳ここな、リリヤ・クルトベイ                                         | 松井洋平              | シャリ（SUPA LOVE）            | シャリ（SUPA LOVE）               |                  |
| グローリー・ワンダーランド                   | 鳳ここな、千寿いろは                                                 | 志村真白（FirstCall） | 志村真白（FirstCall）          | 志村真白（FirstCall）             |                  |
| Sunny day in June.                           | 静香、白丸美兎                                                       | 松井洋平              | EFFY（FirstCall）              | EFFY（FirstCall）                 |                  |
| 氷雨に舞う火の鳥                             | 阿岐留カミラ、萬容                                                   | 松井洋平              | 古河夕（FirstCall）            | 古河夕（FirstCall）               |                  |
| VIVID BIT AT HOME！                          | 柳場ぱんだ、千寿いろは                                               | 松井洋平              | 光増ハジメ（FirstCall）        | 光増ハジメ（FirstCall）           |                  |
| その他（1曲）                                |                                                                      |                       |                                |                                   |                  |
| Stellarium Collection Vol.1                  |                                                                      |                       |                                |                                   |                  |

### カバー楽曲
注釈がない楽曲は3DMV・MVはなし。
| 楽曲                               | 歌唱                                                                 | カバー元                                       | 作詞                           | 作曲                                             |
| ---------------------------------- | -------------------------------------------------------------------- | ---------------------------------------------- | ------------------------------ | ------------------------------------------------ |
| 心という名の不可解                 | 千寿暦                                                               | Ado                                            | まふまふ                       | まふまふ                                         |
| Snow halation                      | 鳳ここな、静香、カトリナ・グリーベル、新妻八恵、柳場ぱんだ、流石知冴 | μ's                                            | 畑亜貴                         | 山田高弘                                         |
| フォニイ                           | 舎人仁花子                                                           | ツミキ feat. 可不                              | ツミキ                         | ツミキ                                           |
| 怪物                               | 筆島しぐれ                                                           | YOASOBI                                        | Ayase                          | Ayase                                            |
| 名前のない怪物                     | 猫足蕾                                                               | EGOIST                                         | ryo                            | ryo                                              |
| 六兆年と一夜物語                   | ラモーナ・ウォルフ                                                   | kemu feat. IA                                  | kemu                           | kemu                                             |
| Shiny Smily Story                  | 鳳ここな、静香、カトリナ・グリーベル、萬容、舎人仁花子               | hololive IDOL PROJECT                          | 金丸佳史                       | 中野領太                                         |
| 変わらないもの                     | カトリナ・グリーベル                                                 | 奥華子                                         | 奥華子                         | 奥華子                                           |
| Realize                            | 柳場ぱんだ                                                           | 鈴木このみ                                     | 篠崎あやと、橘亮祐             | 篠崎あやと、橘亮祐                               |
| ANIMA                              | 舎人仁花子                                                           | ReoNa                                          | 毛蟹                           | 毛蟹                                             |
| 魔法少女とチョコレゐト             | 本巣叶羽                                                             | ピノキオピー                                   | ピノキオピー                   | ピノキオピー                                     |
| チューリングラブ                   | リリヤ・クルトベイ、ラモーナ・ウォルフ                               | チューリングラブ feat.Sou/ピヨ                 | ナユタセイジ / ナナヲアカリ    | ナユタセイジ                                     |
| 可愛くてごめん                     | 阿岐留カミラ                                                         | 可愛くてごめん（feat.ちゅーたん〈CV:早見沙織〉 | shito                          | shito                                            |
| シル・ヴ・プレジデント             | 阿岐留カミラ、与那国緋花里                                           | P丸様。                                        | ナナホシ管弦楽団               | ナナホシ管弦楽団                                 |
| DAYBREAK FRONTLINE                 | 流石知冴                                                             | Orangestar                                     | Orangestar                     | Orangestar                                       |
| トウキョウ・シャンディ・ランデヴ   | 萬容                                                                 | ツミキ feat. 花譜                              | ツミキ                         | ツミキ                                           |
| adrenaline!!!                      | 新妻八恵、本巣叶羽                                                   | TrySail                                        | 中野領太                       | 中野領太                                         |
| Surges                             | 王雪、与那国緋花里                                                   | Orangestar                                     | Orangestar                     | Orangestar                                       |
| 幻日ミステリウム                   | 千寿いろは、白丸美兎、阿岐留カミラ、猫足蕾、本巣叶羽                 | Aqours                                         | 畑亜貴                         | 酒井拓也（Arte Refact）、山本恭平（Arte Refact） |
| かくれんぼ                         | 連尺野初魅                                                           | AliA                                           | TKT                            | EREN                                             |
| あの夏が飽和する。                 | 烏森大黒                                                             | カンザキイオリ                                 | カンザキイオリ                 | カンザキイオリ                                   |
| Stellar Stellar                    | 静香                                                                 | 星街すいせい                                   | 星街すいせい                   | TAKUINOUE                                        |
| アスノヨゾラ哨戒班                 | 猫足蕾                                                               | Orangestar                                     | Orangestar                     | Orangestar                                       |
| ウタカタララバイ                   | 連尺野初魅                                                           | Ado                                            | FAKE TYPE.                     | FAKE TYPE.                                       |
| ただ声一つ                         | 白丸美兎                                                             | ロクデナシ                                     | MIMI                           | MIMI                                             |
| エジソン                           | 千寿暦                                                               | 水曜日のカンパネラ                             | ケンモチヒデフミ               | ケンモチヒデフミ                                 |
| Nameless Story                     | 阿岐留カミラ、白丸美兎                                               | 寺島拓篤                                       | 寺島拓篤                       | 上松範康（Elements Garden）                      |
| Another colony                     | 本巣叶羽                                                             | 唐沢美帆                                       | 唐沢美帆                       | 中野領太                                         |
| ヴァンパイア                       | 筆島しぐれ                                                           | DECO*27                                        | DECO*27                        | DECO*27                                          |
| Y.Y.Y.計画!!!!                     | リリヤ・クルトベイ、与那国緋花里、本巣叶羽                           | オンゲキ                                       | 烏屋茶房                       | 烏屋茶房                                         |
| give it up to you                  | 舎人仁花子、萬容                                                     | オンゲキ                                       | 中土智博                       | 中土智博                                         |
| 絆はずっとGrowing Up!!!            | 鳳ここな、カトリナ・グリーベル、静香                                 | オンゲキ                                       | 原田篤（Arte Refact）          | 原田篤（Arte Refact）                            |
| Transcend Lights                   | 千寿暦、ラモーナ・ウォルフ、王雪、リリヤ・クルトベイ、与那国緋花里   | オンゲキ                                       | 真崎エリカ                     | 小高光太郎                                       |
| 強風オールバック                   | 本巣叶羽                                                             | ゆこぴ feat.歌愛ユキ                           | ゆこぴ feat.歌愛ユキ           | ゆこぴ feat.歌愛ユキ                             |
| オドループ                         | 萬容、舎人仁花子                                                     | フレデリック                                   | KojiMihara                     | KojiMihara                                       |
| 忘れじの言の葉                     | リリヤ・クルトベイ                                                   | 未来古代楽団                                   | 砂守岳央                       | 松岡美弥子                                       |
| 檄!帝国華撃団                      | 千寿暦、ラモーナ・ウォルフ、王雪、リリヤ・クルトベイ、与那国緋花里   | 真宮寺さくら（横山智佐）＆帝国歌劇団           | 広井王子                       | 田中公平                                         |
| INTERNET YAMERO                    | 烏森大黒                                                             | Aiobahn feat. KOTOKO                           | にゃるら                       | Aiobahn                                          |
| TOMORROW                           | 千寿いろは、白丸美兎                                                 | Machico                                        | 桜アス恵（TRYTONELABO）        | 岡野裕次郎（TRYTONELABO）                        |
| COLORS                             | 本巣叶羽、白丸美兎                                                   | FLOW                                           | KOHSHI ASAKAWA、KEIGO HAYASHI  | TAKESHI ASAKAWA                                  |
| O2                                 | 千寿いろは、阿岐留カミラ、猫足蕾                                     | ORANGE RANGE                                   | ORANGE RANGE                   | ORANGE RANGE                                     |
| インフェルノ                       | ラモーナ・ウォルフ                                                   | Mrs. GREEN APPLE                               | 大森元貴                       | 大森元貴                                         |
| 粛聖!! ロリ神レクイエム☆           | 筆島しぐれ                                                           | しぐれうい                                     | まろん（IOSYS）                | Dwatt（IOSYS）                                   |
| Virtual to LIVE                    | 鳳ここな、連尺野初魅、千寿暦、千寿いろは                             | にじさんじ                                     | kz                             | kz                                               |
| ミックスナッツ                     | 連尺野初魅                                                           | Official髭男dism                               | 藤原聡                         | 藤原聡                                           |
| シャルル                           | 流石知冴                                                             | バルーン                                       | バルーン                       | バルーン                                         |
| DISCOTHEQUE                        | 白丸美兎                                                             | 水樹奈々                                       | 園田凌士                       | 上松範康                                         |
| BiSH-星が瞬く夜に-                 | 筆島しぐれ、本巣叶羽                                                 | BiSH                                           | BiSH、JxSxK、松隈ケンタ        | 松隈ケンタ                                       |
| リライト                           | 烏森大黒                                                             | ASIAN KUNG-FU GENERATION                       | 後藤正文                       | 後藤正文                                         |
| STARTLINER                         | 鳳ここな、連尺野初魅、千寿暦、千寿いろは                             | オンゲキ                                       | kz（livetune）                 | kz（livetune）                                   |
| 進め！マイウェイ！                 | 本巣叶羽、新妻八恵、筆島しぐれ                                       | オンゲキ                                       | 篠崎あやと、橘亮祐             | 篠崎あやと、橘亮祐                               |
| 撩乱乙女†無双劇                    | ラモーナ・ウォルフ、王雪、千寿暦                                     | オンゲキ                                       | HaggyRock（Dream Monster）     | HaggyRock、佐藤厚仁                              |
| めんどーい！やっほーい！ともだち！ | 流石知冴、柳場ぱんだ                                                 | オンゲキ                                       | 前山田健一                     | 前山田健一                                       |
| GODLINESS                          | 連尺野初魅                                                           | オンゲキ                                       | hotaru                         | 椿山日南子（Dream Monster）                      |
| NEO SKY, NEO MAP!                  | 鳳ここな、静香、カトリナ・グリーベル、新妻八恵、柳場ぱんだ、流石知冴 | 虹ヶ咲学園スクールアイドル同好会               | 畑亜貴                         | 小高光太郎、UiNA                                 |
| プリズム△▽リズム                   | 静香、新妻八恵                                                       | maimai                                         | Sana                           | ShoichiroHirata                                  |
| 星めぐり、果ての君へ。             | 白丸美兎                                                             | maimai                                         | TAKU1175                       | TAKU1175                                         |
| 花と、雪と、ドラムンベース。       | 萬容                                                                 | maimai                                         | kanone、Sennzai                | kanone                                           |
| Starry Colors                      | ラモーナ・ウォルフ                                                   | maimai                                         | Risa Yuzuki                    | BlackY                                           |
| ホシシズク                         | 鳳ここな、静香、カトリナ・グリーベル                                 | maimai                                         | みゅい                         | kaztora                                          |
| いーあるふぁんくらぶ               | 柳場ぱんだ、王雪                                                     | みきとP feat.鏡音リン、GUMI                    | みきとP                        | みきとP                                          |
| 恋になりたいAQUARIUM               | 柳場ぱんだ、与那国緋花里、阿岐留カミラ                               | Aqours                                         | 畑亜貴                         | 佐々倉有吾                                       |
| Believe again                      | 烏森大黒、萬容                                                       | Saint Snow                                     | 畑亜貴                         | 河田貴央                                         |
| Landing action Yeah!!              | ラモーナ・ウォルフ、王雪、与那国緋花里                               | Aqours                                         | 畑亜貴                         | 光増ハジメ                                       |
| 青空Jumping Heart                  | 鳳ここな、静香、連尺野初魅、千寿暦、千寿いろは                       | Aqours                                         | 畑亜貴                         | 伊藤賢、光増ハジメ                               |
| ビビデバ                           | カトリナ・グリーベル                                                 | 星街すいせい                                   | ツミキ                         | ツミキ                                           |
| 愛包ダンスホール                   | 柳場ぱんだ、阿岐留カミラ                                             | ヒメヒナ                                       | Gohgo                          | 涼木シンジ、Gohgo                                |
| 1・2・3                            | 萬容・阿岐留カミラ                                                   | After the Rain                                 | まふまふ                       | まふまふ                                         |
| オーバーライド                     | 王雪                                                                 | 吉田夜世                                       | 吉田夜世                       | 吉田夜世                                         |
| シャイニングスター                 | 静香                                                                 | 魔王魂®                                        | 森田交一                       | 森田交一                                         |
| SHINY DAYS                         | 萬容                                                                 | 亜咲花                                         | 永塚健登                       | 新田目翔                                         |
| レイドバックジャーニー             | 烏森大黒・舎人仁花子                                                 | キミのね                                       | つむぎしゃち、久下真音         | 久下真音                                         |
| 青春サイダー                       | リリヤ・クルトベイ、猫足蕾                                           | SPRiNGS                                        | 唐沢美帆                       | 磯崎健史                                         |
| おちゃめ機能                       | 千寿いろは                                                           | ゴジマジP feat.重音テト                        | ゴジマジP                      | ゴジマジP                                        |
| きゅうくらりん                     | 鳳ここな                                                             | いよわ feat. 可不                              | いよわ                         | いよわ                                           |
| Invitation                         | 与那国緋花里、阿岐留カミラ                                           | チュウニズム                                   | れるりり feat.ろん             | れるりり feat.ろん                               |
| Blazing Break                      | 連尺野初魅、烏森大黒、舎人仁花子、萬容、筆島しぐれ                   | チュウニズム                                   | yksb feat.MiLO                 | yksb feat.MiLO                                   |
| 光線チューニング                   | 流石知冴                                                             | チュウニズム                                   | ナユタン星人                   | ナユタン星人                                     |
| 隔絶～Flame of Determination       | 連尺野初魅                                                           | チュウニズム                                   | TERU FOX × Yukino feat. Iris   | TERU FOX × Yukino feat. Iris                     |
| 蜘蛛の糸                           | 烏森大黒                                                             | チュウニズム                                   | きくお×cosMo@暴走P feat.影縫英 | きくお×cosMo@暴走P feat.影縫英                   |
| 春を告げる                         | 連尺野初魅                                                           | yama                                           | くじら                         | くじら                                           |
| DreamRiser                         | 千寿いろは                                                           | ChouCho                                        | こだまさおり                   | rino                                             |
| Enter Enter MISSION!               | 白丸美兎、猫足蕾                                                     | あんこうチーム                                 | 畑亜貴                         | 矢吹香那、佐々木裕                               |
| 甲賀忍法帖                         | 猫足蕾                                                               | 陰陽座                                         | 瞬火                           | 瞬火                                             |
| ファンサ                           | 柳場ぱんだ                                                           | HoneyWorks                                     | HoneyWorks                     | HoneyWorks                                       |

## CD
2023年12月27日に、Vocal Album Vol.1「プラネタリウム・レヴュー」が発売された。当該アルバムは「銀河座」のメンバーが歌唱する楽曲を中心に集めたものとなっている。、また、劇団ごとのアルバムCDが順次発売される。レーベルはLantisが担当している。
2024年2月28日に、 Vocal Album Vol.2「Faith in Expression」が発売された。当該アルバムは「Eden」のメンバーが歌唱する楽曲を中心に集めたものとなっている。
2024年4月24日に、 Vocal Album Vol.3「デアエ・エクス・マキナ！」が発売された。当該アルバムは「劇団電姫」のメンバーが歌唱する楽曲を中心に集めたものとなっている。
2024年6月26日に、VocalAlbum Vol.4「シリウスの輝きのように」が発売された。当該アルバムは「シリウス」のメンバーが歌唱する楽曲を中心に集めたものとなっている。劇団曲「シリウスの輝きのように」や劇中劇「人魚姫」の楽曲「Decide」をはじめとした様々な楽曲を収録している。